# Советско-китайский раскол
Сове́тско-кита́йский раско́л (кит. 中苏交恶) — дипломатический конфликт между КНР и СССР, начавшийся в конце 1950-х годов. Пиком противостояния стал пограничный конфликт на острове Даманский в 1969 году. Конфликт сопровождался расколом международного коммунистического движения.

## Предыстория
В 1945 году Китайская Республика Чан Кайши как один из победителей во Второй мировой войне стала учредителем Организации Объединённых Наций и вошла в её Совет Безопасности — структуру, которая имеет право вето на любые решения ООН и фактически руководит ею.
Когда после окончания Гражданской войны в Китае в 1949 году сторонники Гоминьдана покинули материковый Китай и переместились на Тайвань, 15 ноября министр иностранных дел КНР Чжоу Эньлай в обращении к Генассамблее ООН заявил, что китайский народ на международной арене должно представлять новое правительство. Это было поддержано проектом резолюции, представленной в начале 1950 года правительством СССР, однако Совет безопасности её отверг. В знак протеста Советский Союз на несколько месяцев покинул Совбез ООН.
Хотя ещё до начала Корейской войны КНР была признана 17 государствами, после вмешательства Китая в этот конфликт на стороне коммунистических сил принятие КНР в ООН застопорилось, а США в лице президента Дуайта Эйзенхауэра, пришедшего к власти в 1953 году, заявили о недопустимости перехода каких-либо территорий так называемого свободного мира под контроль коммунистов.

## После смерти Сталина: борьба за лидерство
13 марта 1953 года Совет по психологической стратегии ЦРУ выпустил «План психологического использования смерти Сталина» (Plan for Psychological Exploitation of Stalin’s Death) — меморандум № SE-39. Участники «мозгового штурма» анализировали, как уход вождя повлияет на советскую систему и международное положение. Они, в частности, прогнозировали, что в руководстве СССР начнётся борьба между группировками, в которых даже близко нет лидера, подобного Сталину. Поэтому на лидерство в мировом коммунистическом движении на фоне утраты позиций СССР станет претендовать Китай во главе с харизматичным Мао Цзэдуном, что вызовет напряжённость между двумя крупнейшими коммунистическими странами.
29 сентября — 12 октября 1954 года состоялся первый визит в Китай советской партийно-правительственной делегации, приглашённой на 5-летие образования КНР. По итогам визита был подписан большой пакет соглашений, которые оказались поспешными и невыгодными для СССР. В частности, Китаю были безвозмездно переданы советские доли в совместных предприятиях в Синьцзяне и Даляне по добыче цветных и редких металлов, добыче и переработке нефти, строительству и ремонту судов и по организации и эксплуатации гражданского авиасообщения. Также было подписано соглашение «О выводе советских воинских частей из совместно используемой китайской военно-морской базы в городе Порт-Артуре и о переходе этой базы в полное распоряжение КНР» до 31 мая 1955 года. На неформальных переговорах Никиты Хрущёва и Мао Цзэдуна они договорились о «равном статусе» обеих стран в международном рабочем и коммунистическом движении и разделении труда, по которому на Китай возлагалась ответственность за азиатский регион.

## Нарастание противоречий
Критика Иосифа Сталина, в частности, культа личности, в докладе Хрущёва в конце XX съезда КПСС, новый советский курс на экономическое развитие при политике «мирного сосуществования» с капиталистическими странами вызвали недовольство Мао Цзэдуна как противоречащие идее «ленинского меча» и всей коммунистической идеологии. Свою критику Мао высказал на созванном по инициативе советского руководства Совещании представителей рабочих и коммунистических партий в Москве 16-19 ноября 1957 года, в 40-ю годовщину Великой Октябрьской социалистической революции. Поддержанный лидерами КНДР Ким Ир Сеном, Албании Энвером Ходжей и компартии Индонезии Дипой Айдитом, Мао осудил хрущёвский ревизионизм и призвал не бояться третьей мировой войны, которая навсегда покончит с империализмом. Он также резко выступил против разоблачения «сталинского культа».
31 июля — 3 августа 1958 года Никита Хрущёв совершил визит в Китай, надеясь преодолеть нарастающие противоречия. Однако Мао Цзэдун на переговорах убеждал своего советского коллегу, что совместно СССР и Китай могут эффективно противостоять США, называя их «бумажным тигром». Он также впервые жёстко поставил вопрос о передаче Китаю советских ядерных технологий, на что Хрущёв без санкции Президиума ЦК и Совета обороны СССР не решился, ограничившись обещанием «не бросить Китай в беде».
23 августа 1958 года началось противостояние КНР и Тайваня, за которым наблюдал дислоцированный поблизости от Тайваньского залива 7-й флот США. 7 сентября Хрущёв в послании президенту США Дуайту Эйзенхауэру предупредил, что нападение на КНР будет означать нападение на СССР.
Однако когда в конце августа 1959 года начавшееся в марте восстание в Тибете привело к открытому военному конфликту КНР с Индией, Хрущёв пришёл в бешенство. Вмешательства СССР в этот конфликт не произошло, что обидело обе стороны.
Для решения острых вопросов советская сторона попыталась использовать празднование 10-летия КНР, на которое делегация во главе с Хрущёвым прибыла 30 сентября 1959 года. Встреча была довольно холодная, а когда Хрущёв объявил о «продуктивности» состоявшегося накануне визита в США и переговоров с Эйзенхауэром, товарищ Мао не скрывал недовольства. На переговорах после торжества он снова потребовал передачи ядерных секретов, а также заявил, что решения ХХ съезда по поводу культа личности Сталина были не обоснованы и недопустимы, поскольку Сталин был лидером не только КПСС, но и мирового коммунистического движения, в том числе китайского, и это «крайне осложнило обстановку в мировом коммунистическом движении и затруднило отношения между двумя партиями». На переговорах следующего дня накал взаимных упрёков усилился, причём Хрущёв вступил в личную перепалку с министром иностранных дел Чэнем И. 4 октября 1959 года советская делегация покинула Пекин.
На декабрьском Пленуме ЦК доклад по итогам визита в КНР сделал Михаил Суслов, который, хотя и упомянул об «элементах зазнайства и нервозности» во внешней политике Китая, всё же призвал «не дать возможности врагам вбить клин в отношения между Китаем и Советским Союзом»[нужен вторичный источник].
Резкое неприятие Мао Цзэдуна вызвало демонстративное сближение Москвы и Дели в январе-феврале 1960 года. В апреле председатель в резкой форме отказался от предложения отдохнуть в СССР, а затем выпустил к дню рождения В. И. Ленина сборник «За ленинизм!». В статьях сборника и китайской партийной прессы были подвергнуты резкой критике положения Декларации московского Совещания представителей рабочих и коммунистических партий 16–19 ноября 1957 года, касавшиеся личности Сталина и его культа. В июне 1960 года ЦК КПСС направил компартиям социалистических стран «Информационную записку», в которой раскритиковал теоретические взгляды Компартии Китая и её претензии на главенство в коммунистическом движении, на которую ЦК КПК ответил «Письмом», в котором обвинил ЦК КПСС в ревизионизме.
На очередном Совещании представителей рабочих и коммунистических партий в ноябре 1960 года, в котором участвовали члены Политбюро ЦК КПК Лю Шаоци и Дэн Сяопин, китайская делегация потребовала исключить из всех документов форума тезис об историческом значении ХХ съезда КПСС. Это предложение поддержала только албанская делегация, остальные 80 участников встречи его отклонили. Подписав под давлением большинства итоговые документы встречи, китайские руководители даже совершили после этого ознакомительную поездку по СССР, однако на этом история добрососедских отношений двух коммунистических держав закончилась.
Политику Никиты Хрущёва в Китае продолжали считать ревизионистской, а Лю Шаоци и Дэн Сяопин, проявившие слабохарактерность на совещании в Москве, подверглись репрессиям в годы «культурной революции».

## Ход конфликта

### Прекращение экономического сотрудничества
Историк-китаевед Юрий Галенович считает, что «Великая война идей между Китаем и СССР» (как это называлось в КНР) была начата Мао Цзэдуном с тем, чтобы укрепить свою власть в КНР; постепенно заставить людей в СССР признать, что они должны почитать КНР в качестве учителя, прежде всего в идеологии; убедить США и их союзников в том, что он и его Китай идейно ведут войну против СССР; показать человечеству, что в КНР есть новые идеи, к которым надо прислушаться, причём это не тот марксизм, что в СССР. Исследователь выделяет четыре главных компонента этого курса:
- требование передать Монголию КНР;
- требование атомной бомбы;
- требование «утраченных территорий» со стороны СССР;
- устранение «неравноправия»[6].

Со стороны СССР знаком недовольства маоистской политикой стал внезапный отзыв всего корпуса советских специалистов, работавших в КНР по программе международного сотрудничества. Это произошло в июле 1960 года. Торговый оборот между странами упал втрое, поставки советской техники и оборудования китайской промышленности сократились в 40 раз, что привело к провалу политики «большого скачка». Ситуацию попробовали корректировать на советско-китайских переговорах в сентябре 1960 года, однако результата они не дали.
«Вина за отъезд наших специалистов из КНР лежит полностью на Мао Цзэдуне», считают одни специалисты, в то время, как по мнению других, «Отзыв советских специалистов из Китая, а их тогда насчитывалось более 1600 человек, по мнению авторитетных специалистов, вряд ли можно назвать оправданным. Эту акцию следует в первую очередь отнести к числу импульсивных, а проще говоря, безответственных действий лично Хрущёва».

### Блокада советского посольства в Пекине
25 января 1967 года группа китайских студентов устроила небольшой митинг в Москве у мавзолея Ленина. Произошло их противостояние с советской милицией. Китайские власти заявили, что милиционеры напали на китайцев после того, как они отказались прекратить петь «Интернационал», и при этом среди китайских студентов даже «были убитые и раненые».
После этого в Пекине тысячи людей отправились к посольству СССР, чтобы выразить протест. Возле посольства установили 56 мощных громкоговорителей, через которые 400 китайцев, периодически сменяясь, по 18 часов в сутки в течение 8 дней выкрикивали лозунги. Ездил автомобиль с камнями, которые разбирали хунвейбины и бросали их в окна зданий посольства. На воротах посольства вешали чучела советских людей, которые затем сжигали на кострах. Советские дипломаты не могли выйти из посольства в течение двух недель. 6 февраля 1967 года советские дипломаты и их семьи были эвакуированы в СССР. Перед этим они оказались в окружении разъяренной толпы в аэропорту, первый секретарь посольства Наташин «был основательно избит и периодически терял сознание». Однажды хунвейбины ворвались на территорию посольства и в некоторые его здания, переломали и сожгли мебель, сожгли будку охраны. Отношения СССР и КНР окончательно испортились.

### Военная напряжённость
Кульминацией конфликта стали пограничные столкновения вокруг острова Даманский 1969 года на реке Уссури.
«За исключением незначительных объёмов двусторонней торговли, контакты между двумя странами были свёрнуты; несмотря на наличие железной дороги, по ней практически никто не ездил», — вспоминал работавший в 1970-х годах в посольстве КНР в Москве Чжан Дэгуан.
Генерал-полковник, бывший заместитель начальника Генерального штаба Вооружённых сил СССР Андриан Данилевич говорил в интервью:

Что касается Л. И. Брежнева и А. А. Гречко, то в 1970-е годы они не столько опасались США, сколько Китая. Наиболее усиленные группировки войск создавались на востоке, и обычные типы оружия в первую очередь поставлялись туда. Почему так? Потому что сознавали: на Западе более трезвые политики и более разумные военные деятели, чем были в Китае.

Тем не менее СССР поддержал КНР в стремлении вступить в ООН вместо Тайваня и в числе 76 государств 26 октября 1971 года проголосовал за резолюцию Генассамблеи ООН № 2758 (XXVI) «Восстановление законных прав Китайской Народной Республики в Организации Объединённых Наций». Таким образом, КНР получила место не только в ООН, но и в Совете Безопасности.
Максимального напряжения советско-китайские отношения достигли во время китайско-вьетнамской войны 1979 года, когда СССР открыто выступил в данном конфликте на стороне Вьетнама, а советские военные участвовали в военных действиях против КНР.
Лишь после смерти Мао Цзэдуна в 1976 году и Леонида Брежнева в 1982 году отношения СССР и Китая начали постепенно восстанавливаться. При Юрии Андропове и Константине Черненко начались переговоры о нормализации отношений между СССР и КНР, а окончательно отношения были восстановлены при Михаиле Горбачёве, символом чего стал его визит в Китай (первый за 30 лет после Никиты Хрущёва) в мае 1989 года.